# Washita River
Washita River er en flod som løber gennem delstaterne Texas og  Oklahoma i USA, parallelt med, og ud i Red River, som den forenes med  i Lake Texoma, et kunstig reservoir bag Denison-dæmningen 100 km nord for Dallas. Floden er ca. 475 km lang, og starter i det såkaldte «Texas Panhandle» i det nordvestlige  Texas.  Floden er reguleret.
Navnet er på cheyenne og er meget lig navnet på  Ouachita River, som den ikke må forveksles med. Ofte kaldes floden False Washita for at hindre forveksling med Ouashita. Stedet Washita Battlefield National Historic Site ved floden er stedet hvor general Custer overvant cheyennerne i Slaget ved Washita River i 1868.